# Harlekino (сингл)
«Harlekino / Auch ohne Dich werde ich leben» (рус. «Арлекино») — сингл Аллы Пугачёвой на немецком языке, выпущенный в Германии (ГДР) фирмой «Amiga» в 1976 году. Согласно официальной дискографии певицы является её третьим синглом. Был записан певицей во время гастролей в ГДР в апреле 1976 года, и в том же году был выпущен. Запись песни «Арлекино» на немецком языке была обусловлена высокой популярностью песни в Восточной Германии.
Помимо релиза в виде сингла, немецкая версия песни «Арлекино» была издана на двух сборных дисках-гигантах лейбла «Amiga Box 3—76» и «Die grossen Erfolge '76».

## Список композиций
Аккомпанемент во всех записях: Танцевальный оркестр Берлинского радио, дирижёр Гюнтер Голлаш
| №                   | Название            | Текст песни                         | Музыка              | Длительность |
| ------------------- | ------------------- | ----------------------------------- | ------------------- | ------------ |
| 1.                  | «Harlekino»         | Вольфганг Бранденштейн, Арндт Баузе | Эмил Димитров       | 4:30         |
| Общая длительность: | Общая длительность: | Общая длительность:                 | Общая длительность: | 4:30         |

| №                   | Название                         | Текст песни                         | Музыка              | Длительность |
| ------------------- | -------------------------------- | ----------------------------------- | ------------------- | ------------ |
| 1.                  | «Auch ohne Dich werde ich leben» | Вольфганг Бранденштейн, Арндт Баузе | Арндт Баузе         | 3:55         |
| Общая длительность: | Общая длительность:              | Общая длительность:                 | Общая длительность: | 3:55         |

## Участники записи

### Музыканты
- Вокал — Алла Пугачёва
- Аккомпанирующий состав — танцевальный оркестр Берлинского радио, дирижёр Гюнтер Голлаш
- Аранжировки — Арндт Баузе

### Технический персонал
- Оформление — М. Кемпфер (M. Kempfer)
- Фотограф — Тассило Лехер (Tassilo Leher)